# スターバト・マーテル
スターバト・マーテル (ラテン語: Stabat Mater)は、13世紀のフランシスコ会で生まれたカトリック教会の聖歌の1つである。詩の作者は明らかでなく、ヤコポーネ・ダ・トーディ、インノケンティウス3世、ボナヴェントゥラらが候補としてあげられる。題名は最初の1行（Stabat mater dolorosa、悲しみの聖母は立ちぬ）からとられている（インキピット）。日本語では「悲しみの聖母」「聖母哀傷」とも。
中世ヨーロッパの詩の中でも極めて心を打つものの一つであり、わが子イエスが磔刑に処された際、十字架の傍らに立っていた母マリアが受けた悲しみを思う内容となっている。
15世紀からセクエンツィアとして歌われるようになった。16世紀のトリエント公会議でいったん除かれたが、ローマ教皇ベネディクトゥス13世時代の1727年に復活した。
中世以来、西洋音楽（クラシック音楽）の多くの作曲家がこの詩に曲を付けている。中でも古楽・バロックではパレストリーナ、ペルゴレージ、ヴィヴァルディ、ハイドン、近現代ではロッシーニ、ドヴォルザーク、プーランク、カロル・シマノフスキ、アルヴォ・ペルト、クシシュトフ・ペンデレツキなどの作品が著名である。『聖歌四編』に含まれたスターバト・マーテルの旋律はジュゼッペ・ヴェルディの最晩年の作品である。

## 詩
ラテン語の強弱四歩格で書かれている。1つのスタンザは8音節2行と7音節1行の3行からなり、aab ccbのように脚韻を踏む。詩には複数の版があり、ここで示されているのは現行の公式なテキストだが、クラシック音楽中ではこれとは大きく異なる歌詞で歌われることがある。
Stabat mater dolorosa

iuxta Crucem lacrimosa,

dum pendebat Filius.

Cuius animam gementem,

contristatam et dolentem

pertransivit gladius.

O quam tristis et afflicta

fuit illa benedicta,

mater Unigeniti!

Quae maerebat et dolebat,

pia Mater, dum videbat

nati poenas inclyti.

Quis est homo qui non fleret,

matrem Christi si videret

in tanto supplicio?

Quis non posset contristari

Christi Matrem contemplari

dolentem cum Filio?

Pro peccatis suae gentis

vidit Iesum in tormentis,

et flagellis subditum.

Vidit suum dulcem Natum

moriendo desolatum,

dum emisit spiritum.

Eia, Mater, fons amoris

me sentire vim doloris

fac, ut tecum lugeam.

Fac, ut ardeat cor meum

in amando Christum Deum

ut sibi complaceam.

Sancta Mater, istud agas,

crucifixi fige plagas

cordi meo valide.

Tui Nati vulnerati,

tam dignati pro me pati,

poenas mecum divide.

Fac me tecum pie flere,

crucifixo condolere,

donec ego vixero.

Iuxta Crucem tecum stare,

et me tibi sociare

in planctu desidero.

Virgo virginum praeclara,

mihi iam non sis amara,

fac me tecum plangere.

Fac, ut portem Christi mortem,

passionis fac consortem,

et plagas recolere.

Fac me plagis vulnerari,

fac me Cruce inebriari,

et cruore Filii.

Flammis ne urar succensus,

per te, Virgo, sim defensus

in die iudicii.

Christe, cum sit hinc exire,

da per Matrem me venire

ad palmam victoriae.

Quando corpus morietur,

fac, ut animae donetur

paradisi gloria. Amen.
悲しみの母は立っていた

十字架の傍らに、涙にくれ

御子が架けられているその間

呻き、悲しみ

歎くその魂を

剣が貫いた

ああ、なんと悲しく、打ちのめされたことか

あれほどまでに祝福された

神のひとり子の母が

そして歎き、悲しんでいた

慈悲深い御母は、その子が

罰［苦しみ］を受けるのを目にしながら

涙をこぼさないものがあるだろうか

キリストの母が、これほどまでの

責め苦の中にあるのを見て

悲しみを抱かないものがあるだろうか

キリストの母が御子とともに

歎いているのを見つめて

その民の罪のために

イエスが拷問を受け

鞭打たれるのを（御母は）見た

愛しい御子が

打ち捨てられて孤独に死に

魂を手放すのを見た

さあ、御母よ、愛の泉よ

私にもあなたの強い悲しみを感じさせ

あなたと共に悲しませてください

私の心を燃やしてください

神なるキリストへの愛で、

その御心にかなうように

聖なる母よ、どうかお願いします

十字架に架けられた（御子の）傷を

私の心に深く刻みつけてください

あなたの子が傷つけられ

ありがたくも私のために苦しんでくださった

その罰［苦しみ］を私に分けてください

あなたと共にまことに涙を流し

十字架の苦しみを感じさせてください、

私の生のある限り

十字架の傍らにあなたと共に立ち

そして打ちのめされる苦しみを

あなたとともにすることを私は願います

いと清き乙女のなかの乙女よ

どうか私を退けずに

あなたとともに歎かせてください

どうかキリストの死を私に負わせ、

どうかその受難を共にさせ、

そしてその傷に思いを馳せさせてください

どうかその傷を私に負わせてください

どうか私に十字架を深く味わわせてください

そして御子の血を

怒りの火に燃やされることなきよう

あなたによって、乙女よ、守られますように

裁きの日には

キリストよ、私がこの世を去る時には

御母によって私を勝利の栄誉へ

至らしめてください

肉体が滅びる時には

どうか魂に、栄光の天国を

与えてください。アーメン